# Odry (Czersk)
Odry (deutsch Odri) ist ein polnisches Dorf in der Gemeinde Czersk in der Woiwodschaft Pommern,  Powiat Chojnicki. Von 1975 bis 1998 gehörte der Ort administrativ zur Woiwodschaft Bydgoszcz.

## Reservat Kamienne Kręgi

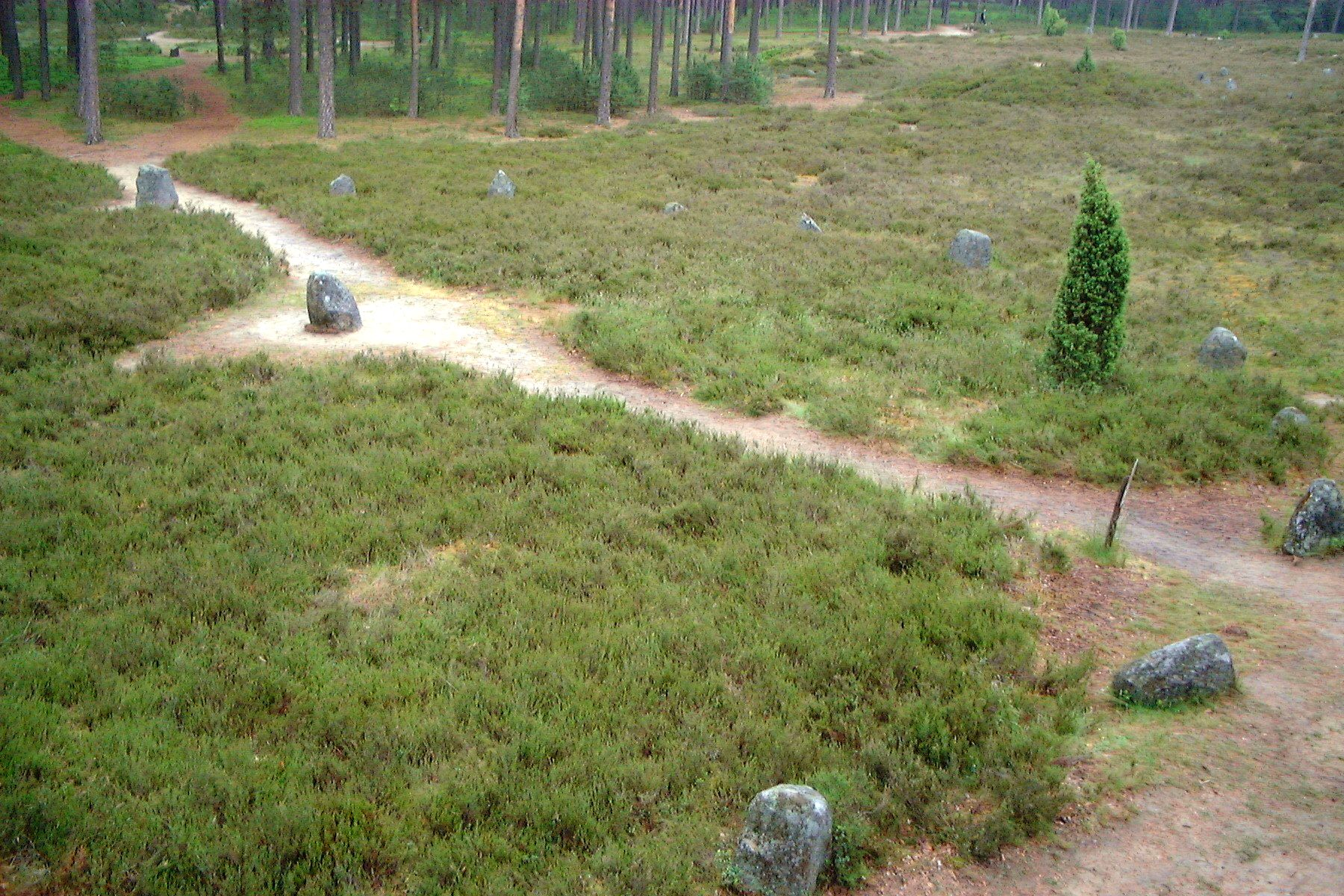
Kamienne Kręgi

In der Umgebung des Ortes befindet sich das Reservat Kamienne Kręgi (Steinkreise). Dies ist das größte seiner Art in Polen und das zweitgrößte in Europa. Es handelt sich um eine Anhäufung von zehn kompletten und zwei teilweise erhaltene Steinkreisen, wahrscheinlich ein Gräberfeld der Goten aus dem 1. und 2. Jahrhundert n. Chr.
Die Steinkreise haben einen Durchmesser von 15 bis 33 m. In jedem Steinkreis sind 16 bis 29 Steine, die 20 bis 70 cm aus der Erde ragen. Außer den Steinkreisen befinden sich auf dem Gelände des Reservates auch Hügelgräber. In Steinkreisen und Grabhügeln wurden etwa 600 Gräber freigelegt.

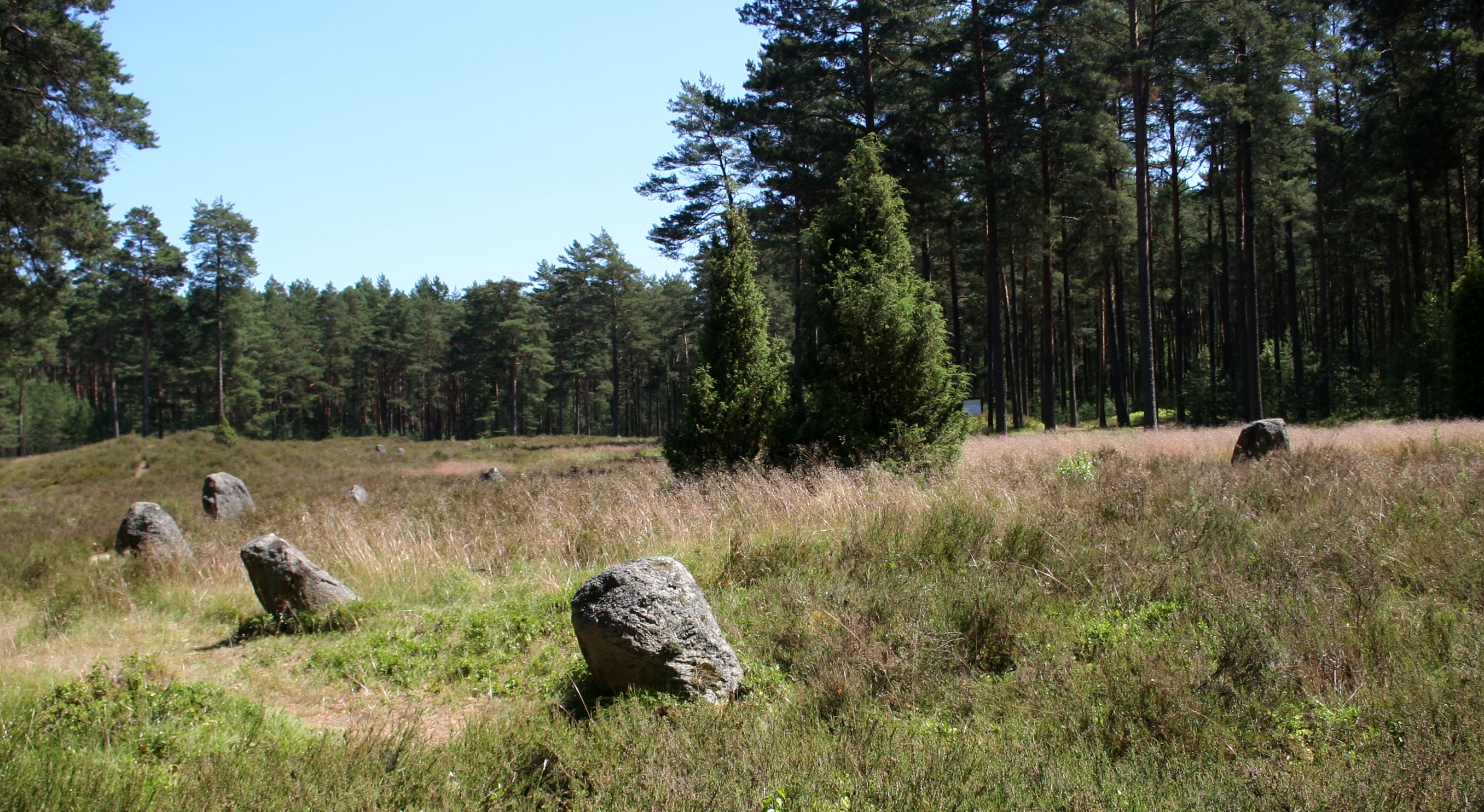
Steinkreise von Odry

Mit dem 15. September 1958 wurde das Gelände des Reservates unter Naturschutz gestellt. Dies geschah nicht nur zur Erhaltung des archäologischen Objektes, sondern auch zum Schutz von über 86 Arten von Flechten (gewöhnlich nur im Hochgebirge anzutreffen), die auf 300 Steinen wachsen. Das Gelände des Reservates umfasst ca. 17 Hektar.